# Beskides bajos
Los Beskides bajos (eslovaco: Nízke Beskydy), Besquidas bajos, Besquidas centrales o Beskides centrales (polaco: Beskidy Środkowe; checo: Centrální Beskydy; ucraniano: Центральні Бескиди) son una cadena montañosa del sureste de Polonia y el noreste de Eslovaquia. Constituyen una sección media (central) de los Beskides, dentro de los Cárpatos Orientales Exteriores.
Dado que existen varias divisiones tradicionales de las Besquidas en general, esta región en particular también ha sido clasificada con diferentes denominaciones. En la terminología eslovaca, la región se denomina Beskides Bajos (eslovaco: Nízke Beskydy). En la terminología polaca, la misma región no se clasifica bajo el término Beskides Bajos (polaco: Beskid Niski), ya que ese término se utiliza para designar sólo una parte de la región, mientras que el término polaco equivalente para toda la región es Beskides centrales (polaco: Beskidy Środkowe).
Es una región montañosa que abarca la región de Prešov, el condado de Sanok y el condado de Jasło, y cubre el área entre Busov, Ondavská vrchovina, Laborecká vrchovina, Beskydské predhorie en Eslovaquia y Beskid Sądecki, Pogórze Bukowskie y Bieszcokazady cerca del río Wisł, Wisł. Osława en Polonia. La cordillera tiene dos cumbres, una de 1002 (Busov), y una de 997 metros (Lackowa ). Los Besquidas bajos separan las montañas Bieszczady de los Cárpatos occidentales.
La flora y fauna originales de la región se conservaron debido a la lejanía de la zona. La cordillera está cubierta de bosques de hayas. El área está protegida por el Parque Nacional Magurski y el Parque Jaśliski Krajobrazowy. Los animales que habitan en esta reserva son, entre otros, cigüeñas negras, ciervos y lobos.

## Subdivisiones

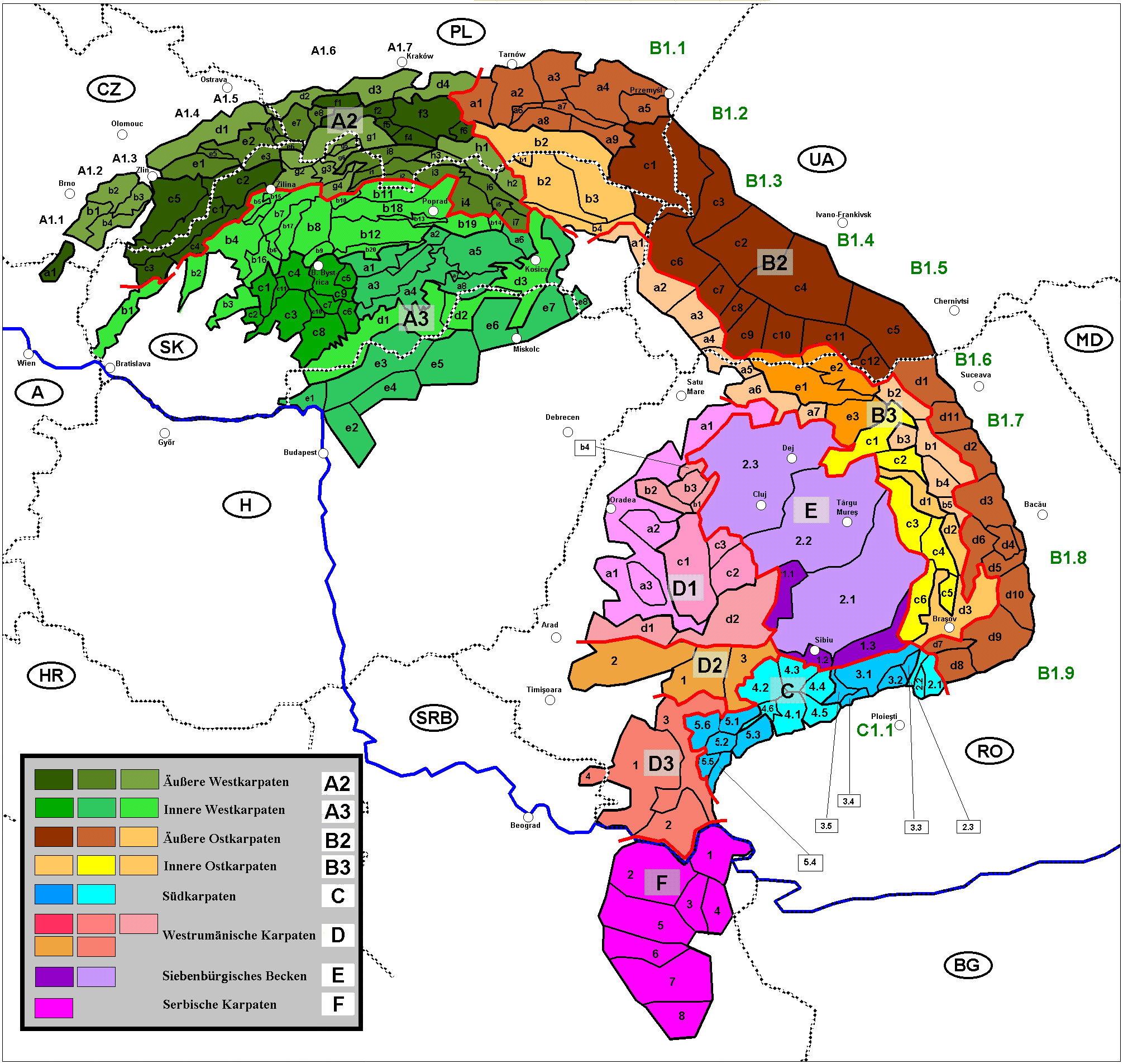
Los Beskides bajos/Beskides centrales (b1 + b2 + b3 + b4) dentro de los Cárpatos

Dado que existen muchas variantes de divisiones de las cadenas montañosas y los nombres de los Beskides, a continuación se dan varias divisiones:
- Beskides bajos (en polaco: Beskid Niski) en Polonia y Tierras Altas de Laborec (en eslovaco: Laborecká vrchovina), en Eslovaquia;
- Busov, en Eslovaquia;
- Tierras Altas de Ondavská (en eslovaco: Ondavská vrchovina), en Eslovaquia;
- Laderas meridionales de los Besquidas (en eslovaco: Beskydské predhorie), en Eslovaquia.

Entre las montañas de estas regiones, las más destacadas son:
- Góry Grybowskie: cerca de los ríos Kamienica y Biała (Polonia),
- Góry Hańczowskie: cerca de los ríos Biała, Ropa y Zdynia (Polonia),
- Beskid Gorlicki: cerca del río Biała, pueblos: Radocyna, Bartne, Wołowiec,
- Pasmo Magurskie: cordilleras Magura Wątkowska y Małastowskie,
- Beskid Dukielski: entre los ríos Wisłoka y Tabor (Polonia),
- Gniazdo Jawornika: entre los ríos Jasiołki i Wisłoka (Polonia),
- Cordillera de Bukowica y pico Kamieni: los ríos Wisłok y Osławica,
- Cordillera graniczne: cerca del río Bełcza (Polonia),
- Wzgórza Rymanowskie: cerca del río Tabor (Polonia).

## Historia

### Polonia
La región fue un lugar de disputa entre Polonia, la Rus de Kiev y Hungría, desde al menos el siglo IX. La población era principalmente eslava, pero con disputas por la nacionalidad. Los alemanes y los lemkos que vivían en las ciudades fueron polonizados y el campo siguió siendo principalmente lemko/ucraniano.
Hasta 1947, la mayoría de la población era lemko (rusin). Los lemkos se consideran a veces los más occidentales de los ucranianos. Fueron expulsados a la fuerza en un plan de polonización acordado entre la Unión Soviética y el gobierno comunista polaco. Muchos fueron asesinados o enviados a la fuerza a la Ucrania soviética. Los que no fueron enviados a Ucrania fueron dispersados entre las ciudades y pueblos del nuevo territorio polaco occidental arrebatado a Alemania.

### Eslovaquia
Los Besquidas Bajos, en el territorio de la actual Eslovaquia, han atraído población desde la Edad de Piedra. Los antepasados eslavos de los eslovacos se trasladaron gradualmente a la cuenca de Humenné y Bardejov durante la gran migración de los pueblos, a partir del siglo V. A mediados del siglo XIII, tras las incursiones de los mongoles, comenzó un asentamiento intensivo y organizado en esta zona. Sin embargo, la primera referencia escrita a la ciudad se remonta a la década de 1240, cuando los monjes de Bardejov se quejaron al rey Béla IV de una violación de las fronteras de la ciudad por parte de Prešov.

## Fotos de paisajes rurales

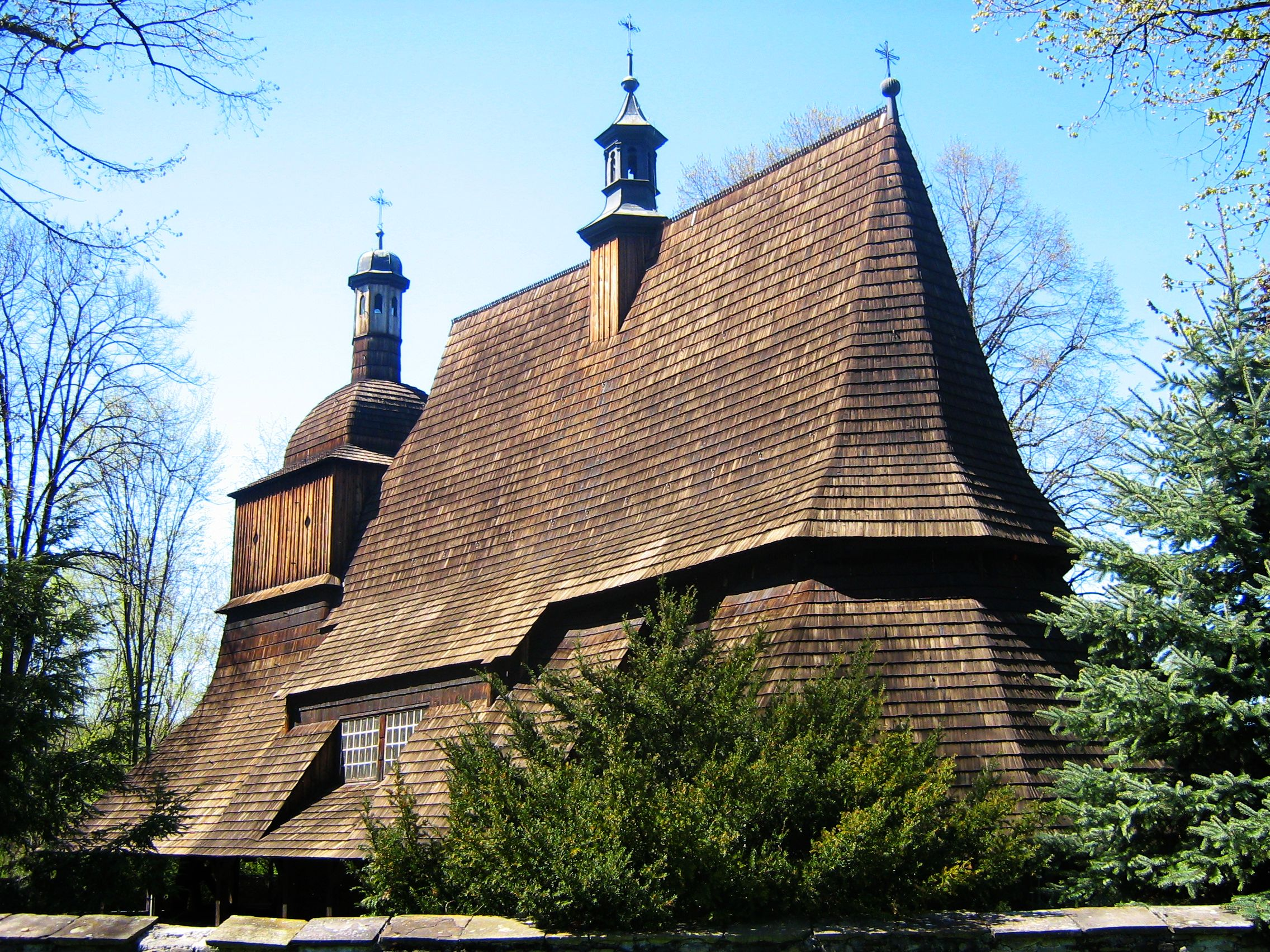
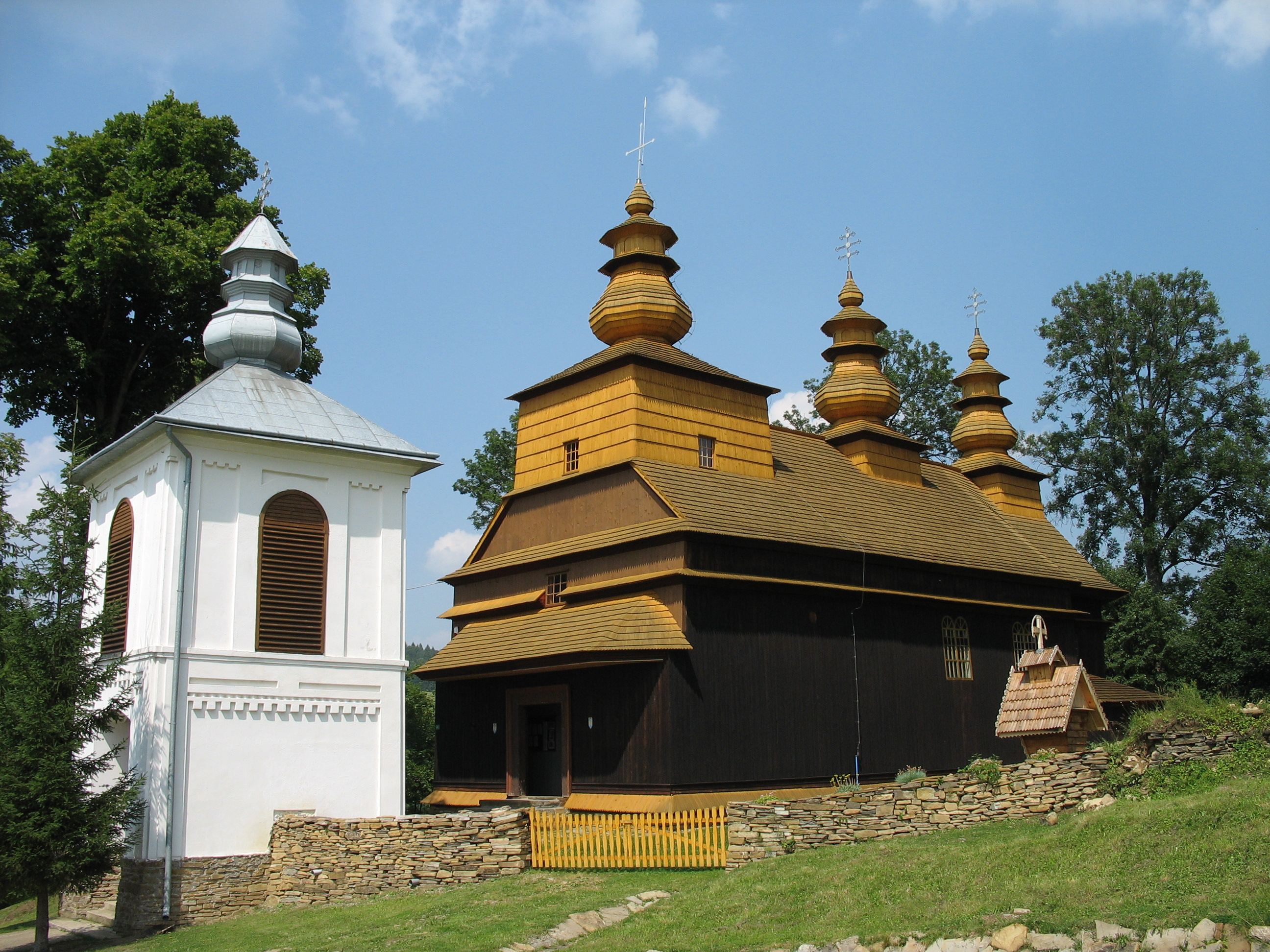
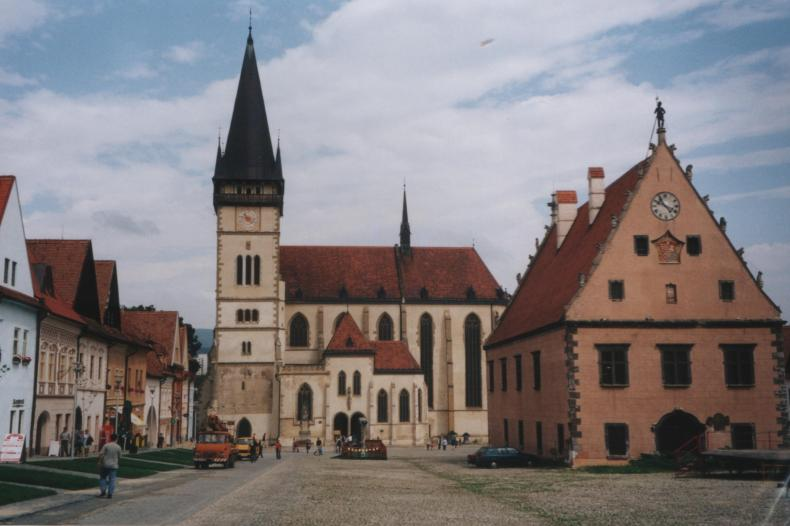
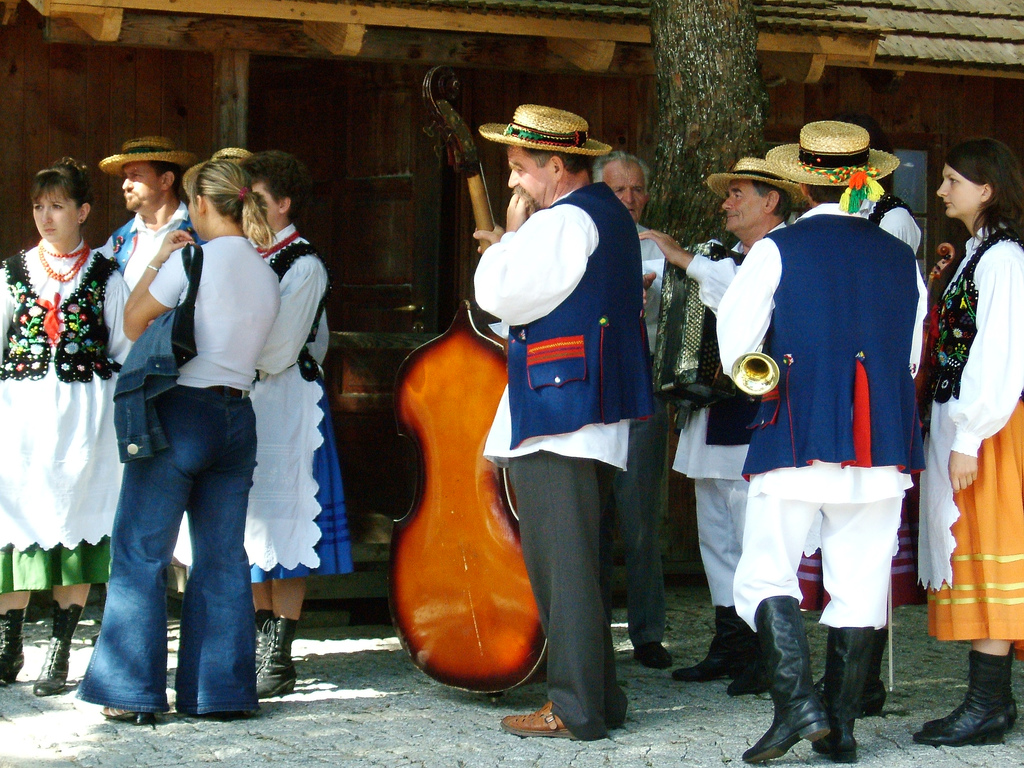
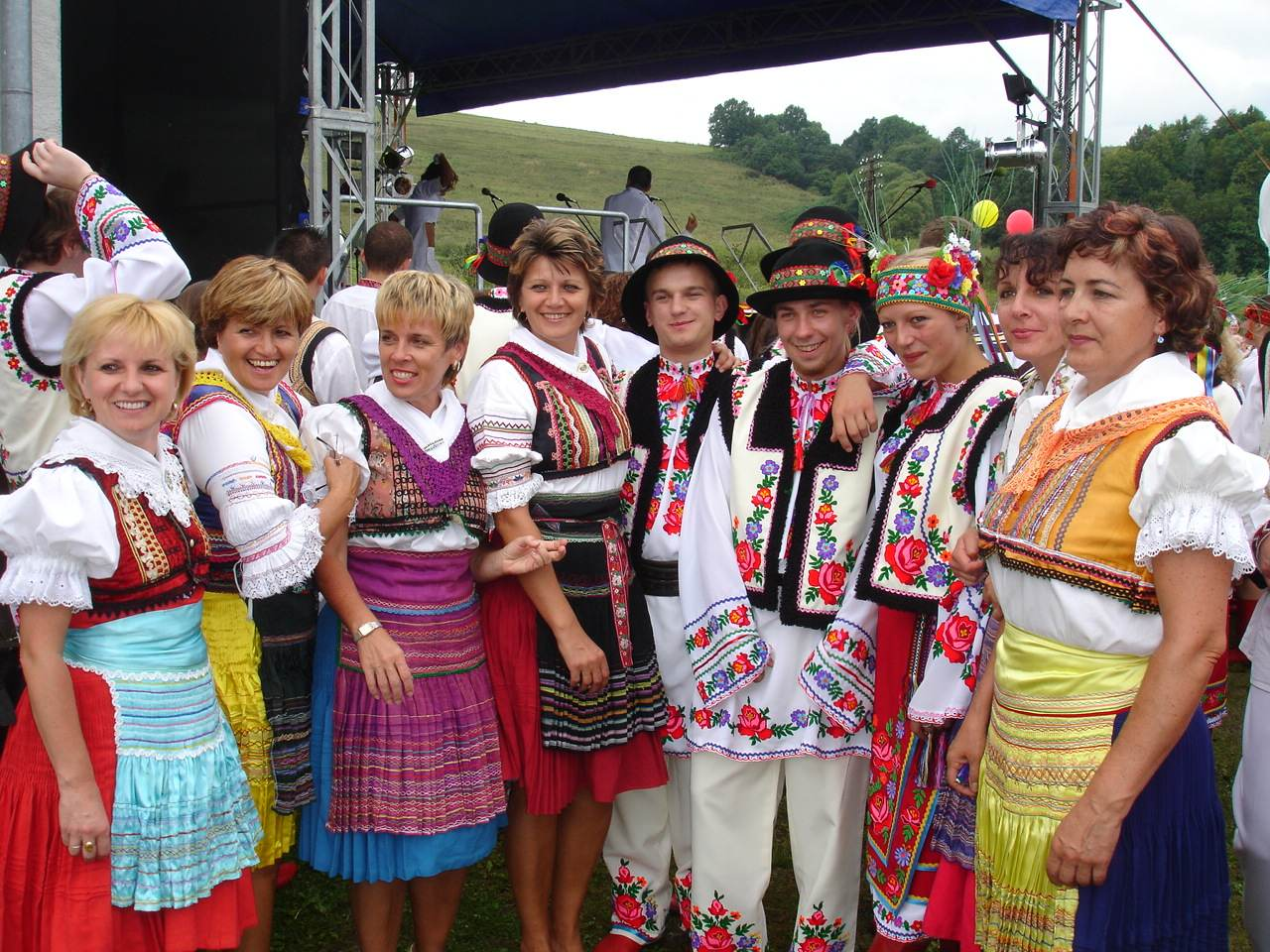

## Pueblos y aldeas
Las ciudades y pueblos importantes de esta región incluyen:
- Bardejov
- Humenné
- Svidník
- Medzilaborce
- Stropkov
- Giraltovce
- Bukowsko
- Grybów
- Gorlice
- Iwonicz Zdrój
- Rymanów-Zdrój
- Dukla
- Rymanów

## Grupos étnicos
- Alemanes de los Cárpatos
- Eslovacos
- Polacos incluidos los montañeses polacos
- Rusyns incluyendo Lemkos

## Rutas de senderismo
Ruta europea a pie E8:

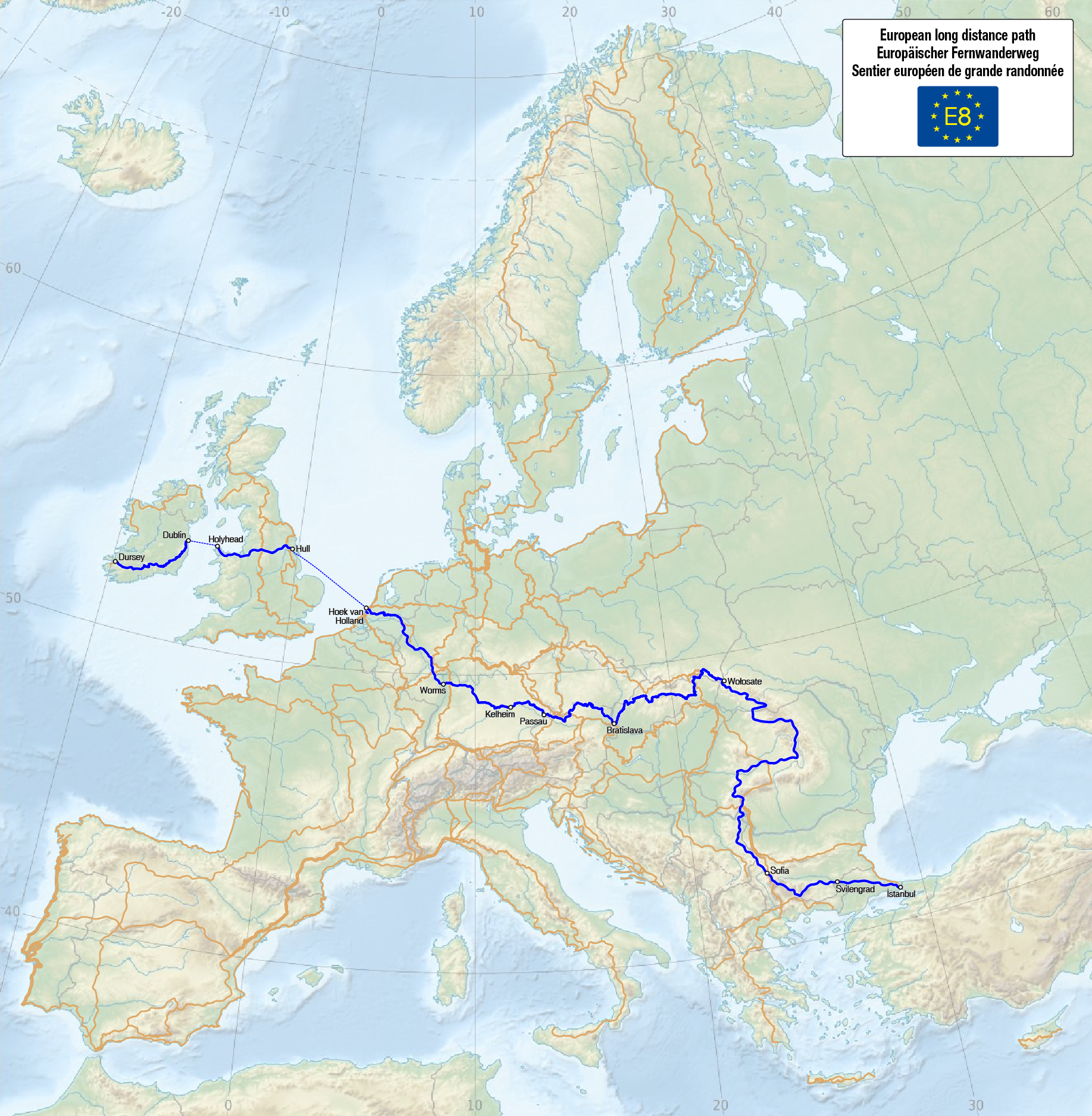
El camino de gran recorrido europeo E8

- Somar-sedlo Baba-Dolná Rakova-Končini-Brezová vaina Bradlom-Polianka-Myjava-Veľká Javorina-Nové Mesto nad Váhom-Machnáč-Trenčín-Košecké Rovné-Fačkovské sedlo-Kunešov-Králová Studna-Donovaly-Chopok-Čertovica-Telgárt-Skalisko-OCP-kúpele-Skalisko-Chata Lajoška-Košice-Malý Šariš-Prešov-mihalov-Kurimka-Dukla-Iwonicz-Zdrój-Rymanów-Zdrój-Puławy-Tokarnia (778 m)-Kamień (717 m)-Komańcza-Cisna-Ustrzyki Górne-Tarnica-Wołosate.

## Literatura
- Földvary, Gábor Z. (1988). Geology of the Carpathian Region. Singapore: World Scientific Publishing Company. ISBN 9789813103825.
- Kondracki, Jerzy (1977). Regiony fizycznogeograficzne Polski. Warszawa: Wydawa Uniwersytetu Warszawskiego.
- Kondracki, Jerzy (1989). Problemy standaryzacji nazw geograficznych. Warszawa: Instytut Geografii i Przestrzennego Zagospodarowania PWN.
- Kondracki, Jerzy (2000). Geografia regionalna Polski (2. edición). Warszawa: Wydawnictwo Naukowe PWN. ISBN 9788301130503.
- Jadwiga Warszyńska. Karpaty Polskie : przyroda, człowiek i jego działalność ; Uniwersytet Jagielloński. Kraków, 1995.